# Acromyrmex echinatior
Acromyrmex echinatior es una especie de hormiga cortadora de hoja del género Acromyrmex, tribu Attini, familia Formicidae. Fue descrita científicamente por Forel en 1899.
Se distribuye por Costa Rica, El Salvador, Guatemala, Honduras, México, Nicaragua y Panamá. Se ha encontrado a elevaciones de hasta 1700  metros. Habita en bosques húmedos y selvas tropicales, también en zonas urabanas.